# Six Flags America
Koordinaten: 38° 54′ 30″ N, 76° 46′ 28″ W
Six Flags America ist ein amerikanischer Freizeitpark der bekannten Freizeitparkgruppe Six Flags. Der 2,12 km² große Park befindet sich in Upper Marlboro, Maryland, und wurde 1982 als Wild World eröffnet. 1994 fand die Umbenennung in Adventure World statt und 1999 schließlich in Six Flags America.
Am 1. Mai 2025 gab der Betreiber bekannt, dass der Park nach der 2025er Saison nicht wieder eröffnet wird. Der letzte Betriebstag soll der 2. November 2025 sein.

## Attraktionen

### Achterbahnen
| Name                            | Typ                          | Hersteller                     | Eröffnungsjahr | Bemerkungen                                                                  | Weblinks |
| ------------------------------- | ---------------------------- | ------------------------------ | -------------- | ---------------------------------------------------------------------------- | -------- |
| Batwing                         | Flying Coaster               | Vekoma                         | 2001           |                                                                              |          |
| Firebird                        | Floorless Coaster            | Bolliger & Mabillard           | 2012           | War bis 2019 ein Stand-Up Coaster und fuhr dabei unter dem Namen Apocalypse. |          |
| Great Chase                     | Familienachterbahn           | Zamperla                       | 1999           |                                                                              |          |
| Joker's Jinx                    | Launched Coaster             | Premier Rides                  | 1999           |                                                                              |          |
| Professor Screamore's SkyWinder | Inverted Coaster             | Vekoma                         | 1995           | Fuhr bis 2022 unter dem Namen Mind Eraser.                                   |          |
| Ragin' Cajun                    | Spinning Coaster, Wilde Maus | Reverchon                      | 2014           | Befand sich bis 2013 im Schwesterpark Six Flags Great America.               |          |
| Roar                            | Holzachterbahn               | Great Coasters International   | 1998           |                                                                              |          |
| Superman - Ride Of Steel        | Hyper Coaster                | Intamin                        | 2000           | Spiegelbildlich baugleich zu Ride of Steel in Six Flags Darien Lake.         |          |
| Wild One                        | Holzachterbahn               | Philadelphia Toboggan Coasters | 1986           | Ursprünglich 1917 in Paragon Park als Giant Coaster eröffnet.                |          |

#### Ehemalige Achterbahnen
| Name                                  | Typ                               | Hersteller     | Eröffnungsjahr   | Schließungsjahr | Bemerkungen                                                                                   | Weblinks |
| ------------------------------------- | --------------------------------- | -------------- | ---------------- | --------------- | --------------------------------------------------------------------------------------------- | -------- |
| Python                                | Launched Coaster, Shuttle Coaster | Arrow Dynamics | 1993             | 1998            | Befand sich von 1978 bis 1992 als Lightnin' Loops im Schwesterpark Six Flags Great Adventure. |          |
| The Great Alonzo's Cannonball Coaster | Kinderachterbahn                  | Molina & Son's | 1993 oder früher | 1998            |                                                                                               |          |
| Two-Face: The Flip Side               | Shuttle Coaster, Inverted Coaster | Vekoma         | 1999             | 2007            | Befindet sich seit 2015 im italienischen Freizeitpark Movieland Park als Diabolik.            |          |

Von 2006 bis 2010 befand sich außerdem ein Ultratwister eingelagert im Park, der zuvor in Six Flags AstroWorld betrieben wurde. Dieser wurde allerdings nicht mehr errichtet.

### Weitere Attraktionen
- Big Easy Speedway[5] (Kartbahn)
- Harley Quinn Spinsanity[6] (Zamperla Frisbee)
- Voodoo Drop[7] (Intamin Giant Drop)
- Wonder Woman Lasso of Truth[8] (Funtime Starflyer)